# Acrocarpus
Acrocarpus é um género botânico pertencente à família Fabaceae.

## Espécies
- Acrocarpus campestris
- Acrocarpus combretiflorus
- Acrocarpus densifolius
- Acrocarpus fraxinifolius
- Acrocarpus grandis
- Acrocarpus humilis
- Acrocarpus junciformis
- Acrocarpus minarum
- Acrocarpus polyphyllus
- Acrocarpus stellatus
- «Lista completa»